# Xã Bonhomme, Quận St. Louis, Missouri
Xã Bonhomme (tiếng Anh: Bonhomme Township) là một xã thuộc quận St. Louis, tiểu bang Missouri, Hoa Kỳ. Năm 2010, dân số của xã này là 36.316 người.